# Alla dejtar alla
Alla dejtar alla är en svensk realityserie som hade premiär på SVT1 och SVT Play den 21 juli 2025. Programledare för dejtingprogrammet är Amie Bramme Sey och Kalle Norwald.

## Upplägg
Programmet är inspelat i ett lyxhus utanför Marbella där bisexuella tjejer och killar får chansen att dejta varandra dygnet runt.